# フランス領南方地域国立自然保護区
フランス領南方地域国立自然保護区（フランスりょうなんぽうちいきこくりつしぜんほごく）(フランス語: Réserve naturelle nationale des Terres australes françaises, RNN161) は、フランスの国立自然保護区の一つであり、フランス領南方・南極地域の亜南極の島々の3区域、すなわちクローゼー諸島、ケルゲレン諸島、サンポール・ヌーヴェル・アムステルダム諸島の陸地、および一部の海域を対象としている。2006年1月に創設された。その面積は陸域700,000 ha（ヘクタール）、海域66,596,900 haの合計67,296,900 ha（672,969 km2）であり、フランスの自然保護区の中では飛びぬけて大きな面積を有している。2019年7月5日、UNESCOの世界遺産リストに登録された。
その主要な目的は、南方地域の地球規模で価値を持つ生物多様性の維持に適う自然の効果的な保護と管理にある。特にこの保護区は、クジラ類の保護のための南方の保護区内に位置しているから、クジラ類の保護を確実に行うものである。フランスの亜南極の島々は、人間の活動拠点のいずれからも遠く離れていることによって、動物相・植物相の独特の避難所をなしている。その海洋生物相の遺産はまだほとんど手付かずであり、また、豊かなものであるとともに、かなり重要なものである。
この地域で生息している動物として、イートンオナガガモ（亜種のAnas eatoni drygalskiiを含む）、アムステルダムアホウドリ、オウサマペンギン、ヒガシキバナアホウドリなどの8種の固有種を含む海鳥およびミナミゾウアザラシ、アナンキョクオットセイ、イロワケイルカなどの海洋哺乳類が挙げられる。アムステルダム島ではPhylica arboreaの植栽も行われる。

## 保護区の境界線

### 陸地部分
陸地部分は、クローゼー諸島、ケルゲレン諸島、サンポール・ヌーヴェル・アムステルダム諸島の陸地の全て含んでいる。その対象は300以上の島々に及び、面積は約7633 km2になる。最高地点は、グランド・テル島のモン・ロス（ロス山、1,850 メートル）である。 

### 海洋部分
海洋部分は、以下の海域を含む。
- クローゼー諸島 : 以下の地点（緯度・経度）間を含む。
  - Point C01 - 45° 00' 00" S / 45° 40' 44" E
  - Point C02 - 45° 00' 00" S / 47° 30' 00" E
  - Point C03 - 45° 30' 00" S / 47° 30' 00" E
  - Point C04 - 45° 30' 00" S / 49° 45' 00" E
  - Point C05 - 45° 00' 00" S / 49° 45' 00" E
  - Point C06 - 43° 02' 41" S / 52° 45' 00" E
  - Point C07 - 43° 59' 04" S / 55° 30' 00" E
  - Point C08 - 45° 15' 00" S / 53° 30' 00" E
  - Point C09 - 46° 00' 00" S / 53° 45' 00" E
  - Point C10 - 47° 15' 00" S / 53° 45' 00" E
  - Point C11 - 47° 15' 00" S / 52° 30' 00" E
  - Point C12 - 48° 00' 00" S / 52° 30' 00" E
  - Point C13 - 49° 35' 56" S / 54° 00' 00" E
  - Point C14 - 49° 45' 18" S / 50° 00' 00" E
  - Point C15 - 48° 00' 00" S / 49° 00' 00" E
  - Point C16 - 47° 00' 00" S / 49° 00' 00" E
  - Point C17 - 46° 15' 00" S / 48° 30' 00" E
  - Point C18 - 46° 15' 00" S / 45° 22' 08" E

- ケルゲレン諸島 : 以下の地点間を含む。
  - Point K01 - 49° 00' 00" S / 63° 13' 43" E
  - Point K02 - 49° 00' 00" S / 64° 30' 00" E
  - Point K03 - 46° 30' 00" S / 66° 00' 00" E
  - Point K04 - 45° 30' 00" S / 68° 00' 00" E
  - Point K05 - 46° 30' 00" S / 69° 00' 00" E
  - Point K06 - 46° 30' 00" S / 72° 00' 00" E
  - Point K07 - 47° 30' 00" S / 73° 00' 00" E
  - Point K08 - 47° 30' 00" S / 74° 54' 11" E
  - Point K09 - 52° 04' 35" S / 69° 30' 00" E
  - Point K10 - 51° 00' 00" S / 69° 30' 00" E
  - Point K11 - 51° 00' 00" S / 63° 09' 53" E

- サンポール・ヌーヴェル・アムステルダム諸島 : 以下の地点間を含む。
  - Point SPA01 - 37° 45' 00" S / 78° 15' 00" E
  - Point SPA02 - 38° 45' 00" S / 78° 15' 00" E
  - Point SPA03 - 39° 00' 00" S / 78° 00' 00" E
  - Point SPA04 - 39° 15' 00" S / 77° 30' 00" E
  - Point SPA05 - 39° 00' 00" S / 77° 00' 00" E
  - Point SPA06 - 37° 30' 00" S / 77° 00' 00" E
  - Point SPA07 - 37° 15' 00" S / 77° 30' 00" E
  - Point SPA08 - 37° 30' 00" S / 78° 00' 00" E

## 歴史
この自然保護区は、2006年10月3日のデクレで創設され、2016年12月に保護区の境界線が拡大され、60万 km2以上になった。
2008年9月15日には、面積2,337,100 haがラムサール条約の登録地となった。

## 管理
この自然保護区はフランス領南方・南極地域(TAAF) が管理している。

## 世界遺産
第43回世界遺産委員会にて、「フランス領南方地域の陸と海」の名で正式に登録された。フランスの世界遺産では5番目の自然遺産であり、フランスの海外県・海外領土の世界遺産は、ニューカレドニアの礁湖：サンゴ礁の多様性と関連する生態系、レユニオン島の尖峰群、圏谷群および絶壁群、タプタプアテア（フランス領ポリネシア）に次いで4件目である。

### 登録基準
この世界遺産は世界遺産登録基準のうち、以下の条件を満たし、登録された（以下の基準は世界遺産センター公表の登録基準からの翻訳、引用である）。
- (7) ひときわすぐれた自然美及び美的な重要性をもつ最高の自然現象または地域を含むもの。
- (9) 陸上、淡水、沿岸および海洋生態系と動植物群集の進化と発達において進行しつつある重要な生態学的、生物学的プロセスを示す顕著な見本であるもの。
- (10) 生物多様性の本来的保全にとって、もっとも重要かつ意義深い自然生息地を含んでいるもの。これには科学上または保全上の観点から、すぐれて普遍的価値を持つ絶滅の恐れのある種の生息地などが含まれる。